# Clique nasal
Cliques nasais são fonemas muito raros e acontecem principalmente em línguas africanas.
Os cliques nasais são consoantes de clique pronunciadas com o fluxo de ar nasal. Todos os tipos de clique (alveolar ǃ, dentário ǀ, lateral ǁ, palatino ǂ, retroflexo‼ e labial ʘ) têm variantes nasais, e são atestadas em quatro ou cinco fonações: sonoro, surdo, aspirado, murmurado (voz sussurrada) e —Na análise de Miller (2011) —glotalizado.
Os cliques nasais com voz modal são onipresentes: eles são encontrados em todos os idiomas que têm cliques como parte de seu inventário normal de sons. Isso inclui Damin, que possui apenas cliques nasais, e Dahalo, que possui apenas cliques nasais simples e glotalizados. Eles são totalmente nasalizados, como o nasal pulmonar [m] e [n]. Ou seja, você pronuncia um som uvular [ɴ] (como o ng do inglês) com a parte de trás da língua e faz o som de clique no meio dele usando a frente da língua. Eles são normalmente transcritos como ⟨ᵑǃ⟩; em Khoekhoe, eles são escritos ⟨ǃn ǁn ǀn ǂn⟩, em Juǀʼhõa como ⟨nǃ nǁ nǀ nǂ⟩, e em Zulu, Xhosa, Sandawe e Naro como ⟨nc nx nq ntc (nç)⟩.
Os cliques nasais aspirados, muitas vezes descritos como nasais sem voz com aspiração retardada, são comuns no sul da África, sendo encontrados em todas as línguas das famílias Khoe, Tuu e Kx'a, embora não sejam atestados em outros lugares. Eles são normalmente transcritos como ⟨ᵑ̊ǃʰ⟩; em Khoekhoe, são escritos ⟨ǃh ǁh ǀh ǂh⟩, e em Juǀʼhõa como ⟨ǃʼh ǁʼh ǀʼh ǂʼh⟩. Inicialmente e em forma de citação, palavras com essas consoantes são pronunciadas com fluxo de ar nasal surdo durante a produção do clique e, em alguns idiomas, por um longo tempo depois; este período de até 150 ms (o tempo de início da voz) pode incluir aspiração com voz soprosa fraca no final. No entanto, quando inseridos em uma frase após uma vogal, eles tendem a ser parcialmente expressos; a vogal precedente também será nasalizada ou o clique pré-analizado, para uma realização de [! ˭ʰ] vs [ŋ͡nǃ̬ʱʱ]. Eles têm um efeito depressor de tom, de modo que um tom 
nivelado na vogal seguinte será percebido como ascendente.
A descrição acima é típica, característica de línguas como Khoekhoe e Gǀui. No entanto, os cliques nasais aspirados têm uma pronúncia mais extrema em Taa, onde precisam manter uma distinção entre os cliques nasais sem voz e soprosos. Nesse idioma, eles não são ouvidos após os sons das vogais, exceto na fala rápida e, além disso, não têm fluxo de ar nasal; A trilha relata que, em vez disso, eles têm fluxo de ar pulmonar ingressivo ativo (ou seja, o ar é respirado pelo nariz em vez de ser expelido).
Cliques nasais com voz respiratória (murmurados) são menos comuns. Eles são conhecidos a partir de línguas! Kung, como Juǀʼhoansi, de Taa e das línguas Bantu Xhosa e Zulu. Eles são pronunciados como cliques nasais de voz modal, mas, além disso, são seguidos por um período de fonação murmurada e, como outras consoantes de voz sussurrada, podem ter um efeito depressor no tom (em Zulu e Xhosa, por exemplo). Eles são normalmente transcritos algo como ⟨ᵑǃʰ⟩ ou ⟨ᵑǃʱ⟩; em Juǀʼhõa, são escritos ⟨nǃh nǁh nǀh nǂh⟩, e em zulu e xhosa, como ⟨ngc ngx ngq⟩. No IPA,
eles podem ser ⟨ᵑǁʱ⟩ ou ⟨ᵑ̈ǁ⟩
Cliques nasais sem voz distintos de cliques aspirados sem voz são atestados apenas por um idioma, Taa, que altera a voz da consoante inicial para distinguir substantivos no singular e no plural. Nesse idioma, tanto os cliques nasais sonoros quanto os surdos (mas não os cliques nasais aspirados e os sussurrados) nasalizam a vogal seguinte; eles são amplamente diferenciados por nasalização surda vs. murmurada que leva à liberação do clique, e a surdez ocorre mesmo após as vogais.
Cliques nasais glotalizados são extremamente comuns.
Existem também cliques nasais pré-glotalizados. Eles são pronunciados como cliques nasais com voz modal, mas a liberação do clique é precedida por um curto período de nasalização com início de parada glótica. Elas são consideradas consoantes unitárias, e não sequências de oclusiva glótica mais clique nasal. Eles são relatados apenas em alguns idiomas: Taa, Ekoka! Kung e ǂHoan. (Taa também pré-glotalizou nasais sem clique, embora Ekoka aparentemente não o faça.)